# Cihan Çanak
Cihan Çanak (Verviers, Lieja, 24 de enero de 2005) es un futbolista turco de origen belga. Juega de mediocentro ofensivo y su equipo actual es el Trabzonspor de la Superliga de Turquía.

## Trayectoria
Tras 3 temporadas como profesional en Standard de Lieja, fue fichado por Trabzonspor a mediados de 2024, el club turco pagó 2 millones de euros.

## Selección nacional
A nivel juvenil, ha sido internacional con la selección sub-15, sub-17, sub-19 y sub-20 de Bélgica, y la sub-21 de Turquía.
El 8 de septiembre de 2023 debutó con la selección de Turquía, fue en la categoría sub-21 a pesar de dar 3 años de ventaja, ingresó al minuto 71 para enfrentar a Irlanda en la Clasificación para la Eurocopa Sub-21 de 2025, a los pocos minutos convirtió su primer gol con la selección turca, que permitió ponerlos en ventaja 1-2, pero finalmente les remontaron y perdieron 3-2.

## Estadísticas
Actualizado al último partido citado el 18 de mayo de 2025.
| Club                        | Div.          | Temporada     | Liga  | Liga  | Liga   | Copas nacionales | Copas nacionales | Copas nacionales | Copas internacionales | Copas internacionales | Copas internacionales | Total | Total | Total  |
| Club                        | Div.          | Temporada     | Part. | Goles | Asist. | Part.            | Goles            | Asist.           | Part.                 | Goles                 | Asist.                | Part. | Goles | Asist. |
| --------------------------- | ------------- | ------------- | ----- | ----- | ------ | ---------------- | ---------------- | ---------------- | --------------------- | --------------------- | --------------------- | ----- | ----- | ------ |
| Standard de Lieja · Bélgica | 1.ª           | 2021-22       | 3     | 0     | 0      | -                | -                | -                | —                     | —                     | —                     | 3     | 0     | 0      |
| Standard de Lieja · Bélgica | 1.ª           | 2022-23       | 35    | 1     | 3      | 1                | 0                | 0                | —                     | —                     | —                     | 4     | 0     | 0      |
| Standard de Lieja · Bélgica | 1.ª           | 2023-24       | 29    | 0     | 2      | 2                | 0                | 1                | —                     | —                     | —                     | 31    | 0     | 3      |
| Standard de Lieja · Bélgica | Total club    | Total club    | 67    | 1     | 5      | 3                | 0                | 1                | 0                     | 0                     | 0                     | 70    | 1     | 6      |
| Trabzonspor Turquía         | 1.ª           | 2024-25       | 23    | 0     | 1      | 4                | 0                | 0                | 6                     | 1                     | 0                     | 33    | 1     | 1      |
| Trabzonspor Turquía         | 1.ª           | 2025-26       | 0     | 0     | 0      | -                | -                | -                | —                     | —                     | —                     | 0     | 0     | 0      |
| Trabzonspor Turquía         | Total club    | Total club    | 23    | 0     | 1      | 4                | 0                | 0                | 6                     | 1                     | 0                     | 33    | 1     | 1      |
| Total carrera               | Total carrera | Total carrera | 90    | 1     | 6      | 7                | 0                | 1                | 6                     | 1                     | 0                     | 103   | 2     | 7      |
| 1. 2.                       |               |               |       |       |        |                  |                  |                  |                       |                       |                       |       |       |        |